# Findhorn Ecovillage

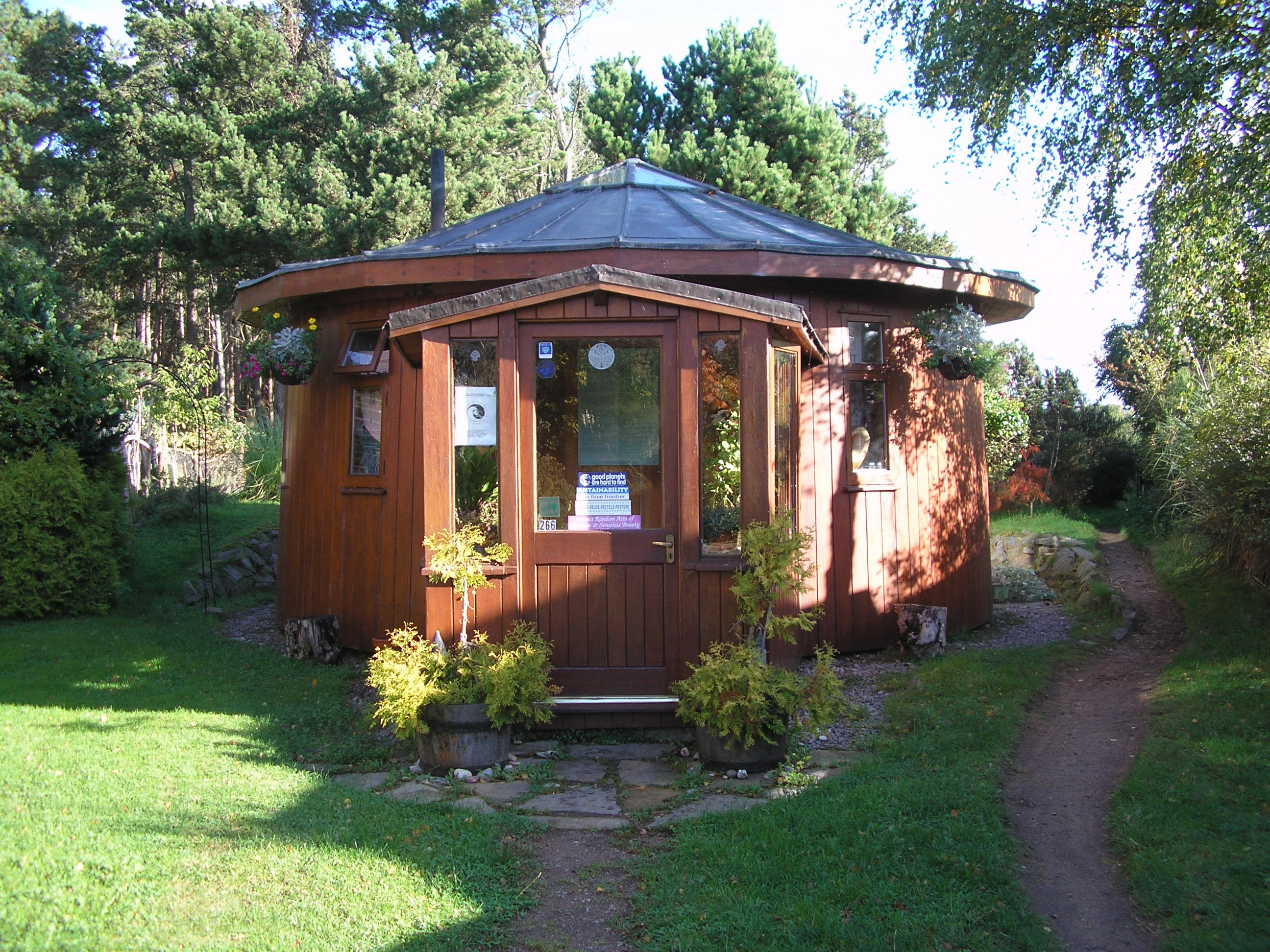
Barrel House – pierwszy budynek zbudowany w ekowiosce Findhorn

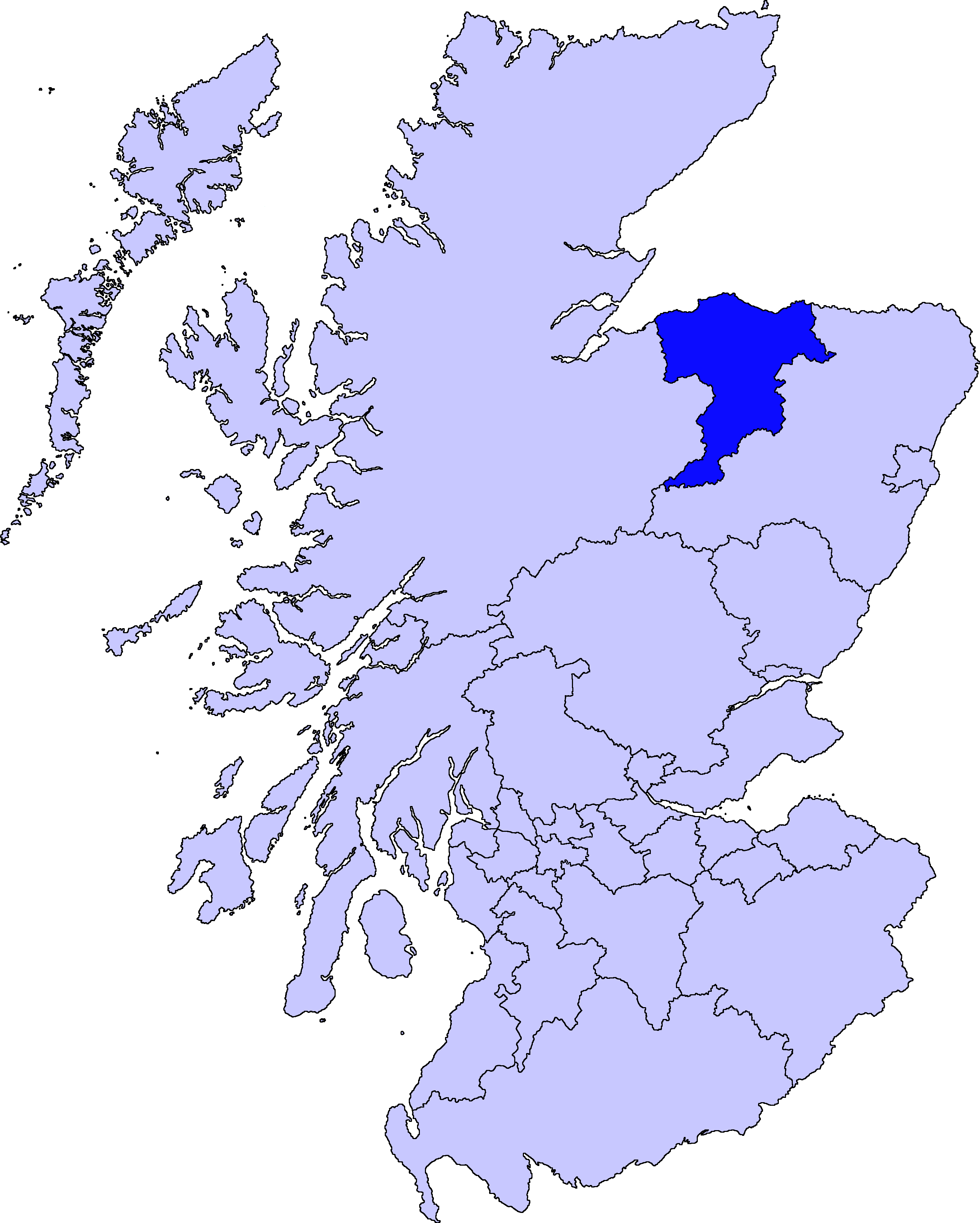
Lokalizacja regionu Moray w Szkocji

Findhorn Ecovillage – eksperymentalny wspólnotowy projekt architektoniczny w okolicy The Park, w Moray, w Szkocji, w pobliżu wsi Findhorn. Głównym celem projektu jest pokazanie zrównoważonego rozwoju w kwestiach środowiskowych, społecznych i ekonomicznych. Prace rozpoczęto na początku lat 80. XX w. pod auspicjami Findhorn Foundation, obecnie zaś w projekcie uczestniczy wiele organizacji. Projekt stosuje praktyki ekologiczne i jest laureatem licznych nagród, m.in. w 1998 został wyróżniony tytułem Best Practice Designation przez Program Narodów Zjednoczonych ds. Osiedli Ludzkich.
Niezależne badania w 2006 wykazały, że mieszkańcy mają najniższy ślad ekologiczny spośród dotychczas zbadanych wspólnot w świecie uprzemysłowionym, i zarazem wysokość o połowę niższą od średniej w Wielkiej Brytanii. Pomimo kontrowersyjności projektu, rosnące znaczenie kwestii środowiskowych takich jak zmiana klimatu doprowadziło do społecznej akceptacji jego charakteru ekologicznego.

## Początki
Konferencja pt. Building a Planetary Village w październiku 1982 zorganizowana przez Findhorn Foundation zapoczątkowała starania wspólnoty intencjonalnej, mieszkającej w Findhorn od 1962 w kierunku udowodnienia, że osada ludzka może być uważana za zrównoważoną w sensie środowiskowym, społecznym i ekonomicznym.
W późniejszych latach tego rodzaju przedsięwzięcia zaczęto określać mianem ecovillage (ekowioska), a w 1995 w Finhorn odbyła się pierwsza międzynarodowa konferencja na temat ekowiosek pt. Ecovillages and Sustainable Communities for the 21st Century.
Na początku wszelkie inicjatywy, takie jak budowa eko-domu, 75 kW turbin wiatrowych Vestas i ekologicznego systemu uzdatniania ścieków, były prowadzone przez Findhorn Foundation, lub jej odpowiednik komercyjny, firmę New Findhorn Directions Ltd. Od 1990 zaczęły powstawać inne firmy, organizacje charytatywne, wspólnoty siostrzane, organizacje wspólnotowe oraz niezależni przedsiębiorcy, których udział znacząco poszerzył zakres podejmowanych przedsięwzięć ekologicznych. W 2005 do ekowioski należało ok. 450 członków, skupionych wokół The Park (głównego kampusu na południowym krańcu Findhorn), ale także zamieszkałych w pobliżu miasta Forres i dalej na terenie Moray. Projekt zapewnia ok. 300 miejsc pracy w rejonie Findhorn/Forres i generuje rocznie ponad 5 milionów funtów obrotu w całym rejonie Highlands.

## Przykłady eko-projektów
Ekowioski zwykle stosują różne metody w celu zminimalizowania swojego śladu ekologicznego. Poniżej wymienione są najważniejsze ze stosowanych przez Findhorn, chociaż należy pamiętać, że najistotniejszym czynnikiem jest nastawienie mieszkańców, a nie technologia sama w sobie. Łatwiej jest prowadzić badania na skalę narodową niż w mikroskali, a wówczas łatwo zauważyć, że kraje o podobnym statusie ekonomicznym mają różne poziomy śladu ekologicznego – vide np. Chambers (2004).

### Ekologiczne zasady budowlane

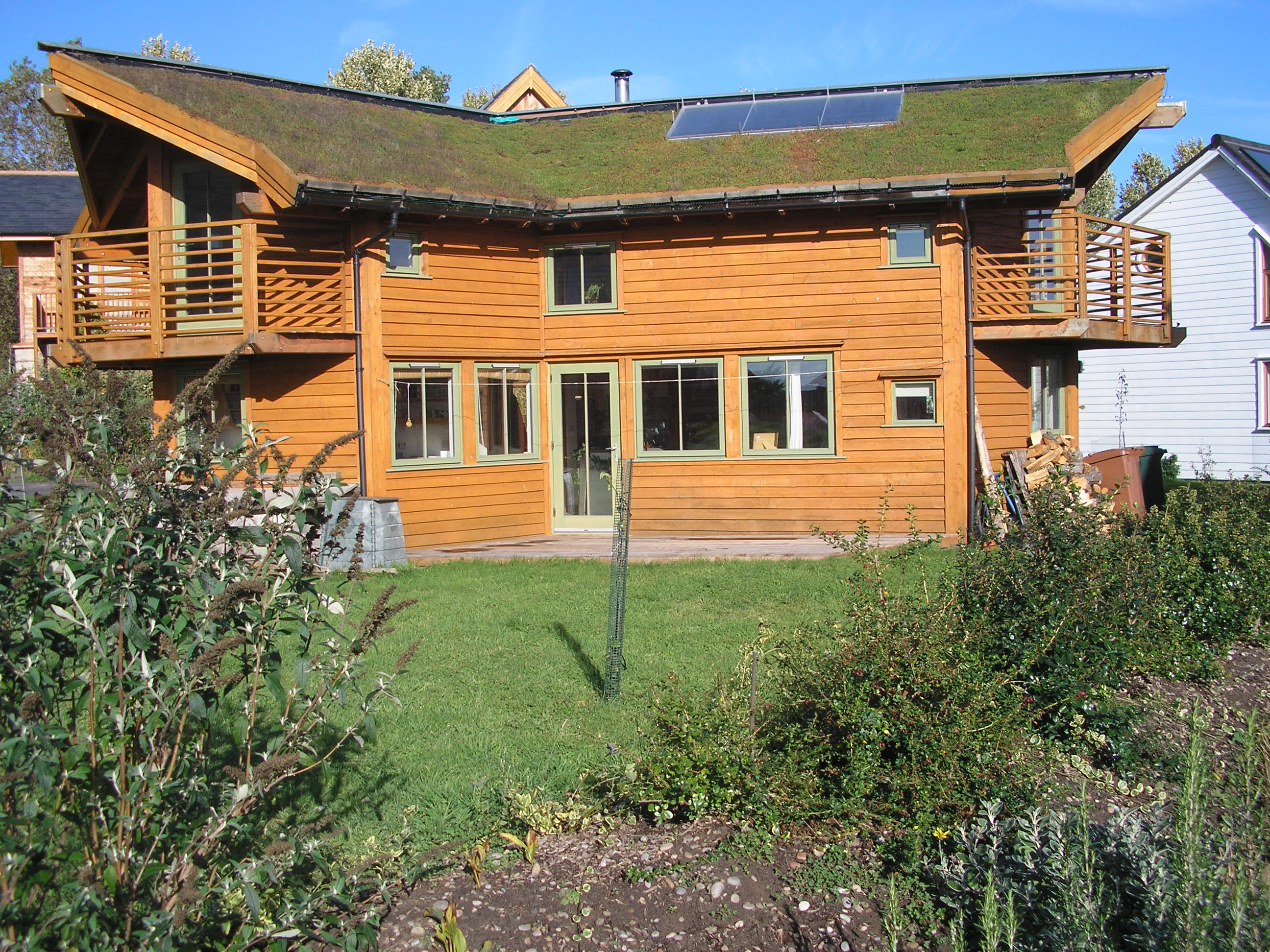
Dom ekologiczny w Findhorn z zielonym dachem i panelami solarnymi

Ekowioska Findhorn ma złożone zasady budowlane, do których muszą być dostosowane wszystkie nowe budynki. Reguły te są znacznie surowsze, niż brytyjskie prawo budowlane i zawierają wytyczne np. dla bardzo wydajnej izolacji cieplnej (zwykle z zastosowaniem recyklowanego papieru), nietoksycznych farb organicznych, środków do konserwacji drewna i stolarki wytwarzanych bez użycia toksycznych klejów czy żywicy, i układania dachówki z naturalnej gliny.
Pozostałe wytyczne mówią o stosowaniu żarówek energooszczędnych, „oddychających” ścian pozwalających na cyrkulację powietrza i pary wodnej, zatrzymywaniu wody i korzystaniu z miejscowych materiałów. Zaleca się stosowanie części wspólnych, takich jak pralnia, kuchnie, korytarze, aby unikać niepotrzebnej duplikacji.
Większość nowych budynków stosuje wzornictwo pozwalające na pasywne ogrzewanie w celu ograniczenia konieczności ogrzewania budynku, takie jak okna od strony południowej, cieplarnie i jak najmniejsze otwory w ścianach północnych. Drewno pozyskane w sposób zrównoważony stosuje się do ogrzewania nowych i starych domów, a lokalna firma zakłada kolektory słoneczne ogrzewające wodę do użytku domowego i firmowego nie tylko na terenie wioski, ale i poza nią, na terenie Wielkiej Brytanii.
Książka Simply Build Green autorstwa Johna L. Talbotta (1993) opiera się na doświadczeniach przy budowie ekowioski Findhorn, była też pierwszym brytyjskim przewodnikiem technicznym po budownictwie ekologicznym.

### Eko-architektura
Pierwszym budynkiem zbudowanym w ekowiosce Findhorn był mały okrągły dom ze starych beczek po whisky. Pomysł się przyjął i w pobliżu powstało więcej podobnych budowli. Inne style budowlane to dom z bali słomianych, budynek typu earthship mieszczący elektryczną stację przekształtnikową. Zbudowano ponad 50 nowych domów, niektóre o wyglądzie egzotycznym, inne bardziej prozaiczne. Restrykcyjne zasady budowlane kontrastują z wyraźnym brakiem wytycznych wizualnych, czego efektem jest różnorodność, a nie jednolite podejście do estetyki.

### Living Machine

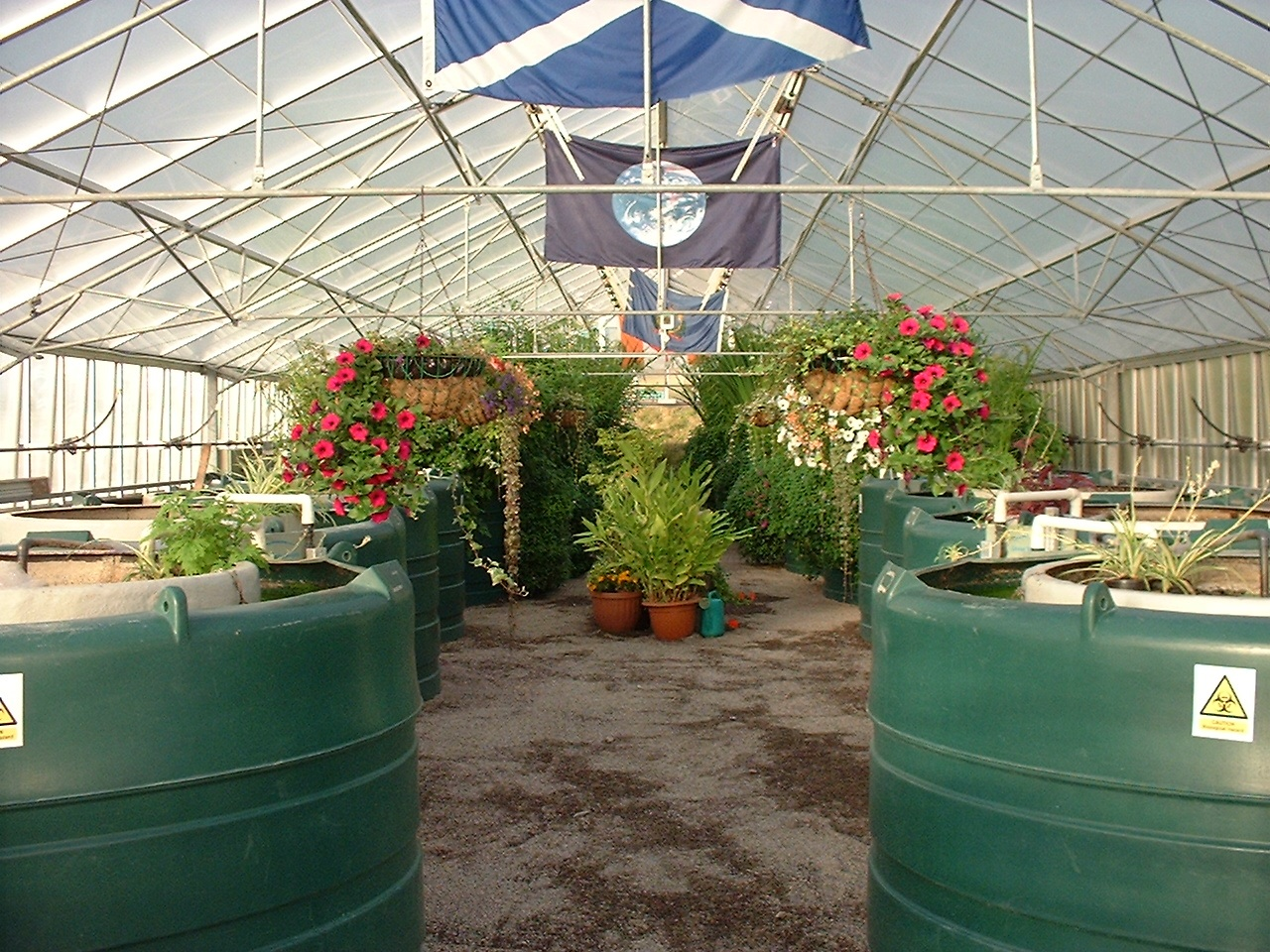
Centrum uzdatniania ścieków Living Machine w Findhorn. Fot. L. Schnadt

W 1995 Jonathon Porritt otworzył na terenie kampusu The Park w ekowiosce Findhorn pierwszą w Europie przetwórnię Living Machine (w Anglii znaną też pod nazwą Eco-Restorer). Jest to system uzdatniania ścieków, wynaleziony przez kanadyjskiego biologa Johna Todda, zaprojektowany z pomocą inżynierii ekologicznej, mogący przetworzyć ścieki powstałe w wyniku działalności do 350 ludzi (65 m³ na dobę). W kolejnych zbiornikach znajdują się różne mikroorganizmy, bakterie, algi, różne gatunki roślin, drzew, ślimaków, ryb i innych organizmów, które uzdatniają wodę. Na końcu serii zbiorników woda jest wystarczająco czysta, aby zwrócić ją środowisku naturalnemu. Do roku 2002 nie wprowadzono jeszcze planów użycia tej wody do irygacji. Wraz z podobnymi systemami centrum służy jako teren badań i placówka edukacyjna promująca tę technologię. Fundusze na budowę uzyskano ze środków Unii Europejskiej, a także od Gaia Villages Trust (Dania), The Paul Trust (Glasgow) i The Lyndhurst Settlement (Londyn).

### Organiczna produkcja żywności
Jednym z najbardziej znaczących czynników uzyskania niskiego śladu ekologicznego ekowioski jest jej podejście do produkcji żywności i konsumpcji.
Wiele małych farm związanych z ekowioską bierze udział we wspólnych uprawach i systemach dystrybucji kartonów z ekologicznymi warzywami w okolicy, z których część jest hodowana z użyciem technik permakultury. W 2003 ten system zapewniał społeczności ponad 70% świeżego pożywienia. W 2001 członkowie Ekopii i firma New Findhorn Direction Ltd. wykupili sklep Phoenix Community Stores w The Park, przy wejściu do wioski. Sprzedawane są w nim żywność, książki, muzyka i produkty rzemieślnicze, dając obrót ponad 1 milion funtów rocznie.

### Findhorn Wind Park Ltd.
Kolejnym powodem niskiego oddziaływania na środowisko przez wioskę jest obecność czterech turbin wiatrowych Vestas, które mogą wygenerować do 750 kW. Dzięki nim ekowioska mogła założyć firmę produkującą energię elektryczną z zasobów odnawialnych. Pierwszy generator V17 został zainstalowany w 1989, a trzy kolejne V29s w marcu 2006. Pierwotnie w tym miejscu znajdował się parking dla przyczep kempingowych, wykupiony przez Fundację Findhorn. Większość wygenerowanej energii jest zużywana na miejscu, a nadwyżki eksportowane do sieci krajowej National Grid.

### Eko waluta
Od 2002 używana jest lokalna waluta. Wprowadzona przez lokalny trust Ekopia, jest przyjmowana w większości organizacji w wiosce. Wydano ok. 20 000 banknotów, co zarazem pozwoliło Ekopii na zaoferowanie niskooprocentowanych pożyczek i dotacji na rzecz lokalnych inicjatyw, np. ekologicznego pensjonatu, parku turbin i projektu młodzieżowego Waluta stoi na równi z funtem brytyjskim, tzn. 1 Eko = £1, a banknoty to 1, 5, 10 i 20 Eko. Wysokość obrotu szacuje się na ok. 400 000 (do 2009).

### CIFAL Findhorn
Od początku lat 80. Findhorn Foundation prowadziła programy edukacyjne z dziedziny ochrony środowiska. We wrześniu 2006 otworzyła Międzynarodowe Centrum Szkoleniowe dla Działaczy Lokalnych CIFAL (z fr. Centre International de Formation des Acteurs Locaux). Placówka ta jest wspólną inicjatywą Rady regionu Moray, globalnej sieci ekowiosek Global Ecovillage Network, Findhorn Foundation i Instytutu ONZ do spraw Badań i Szkoleń (UNITAR).

## Badania śladu ekologicznego

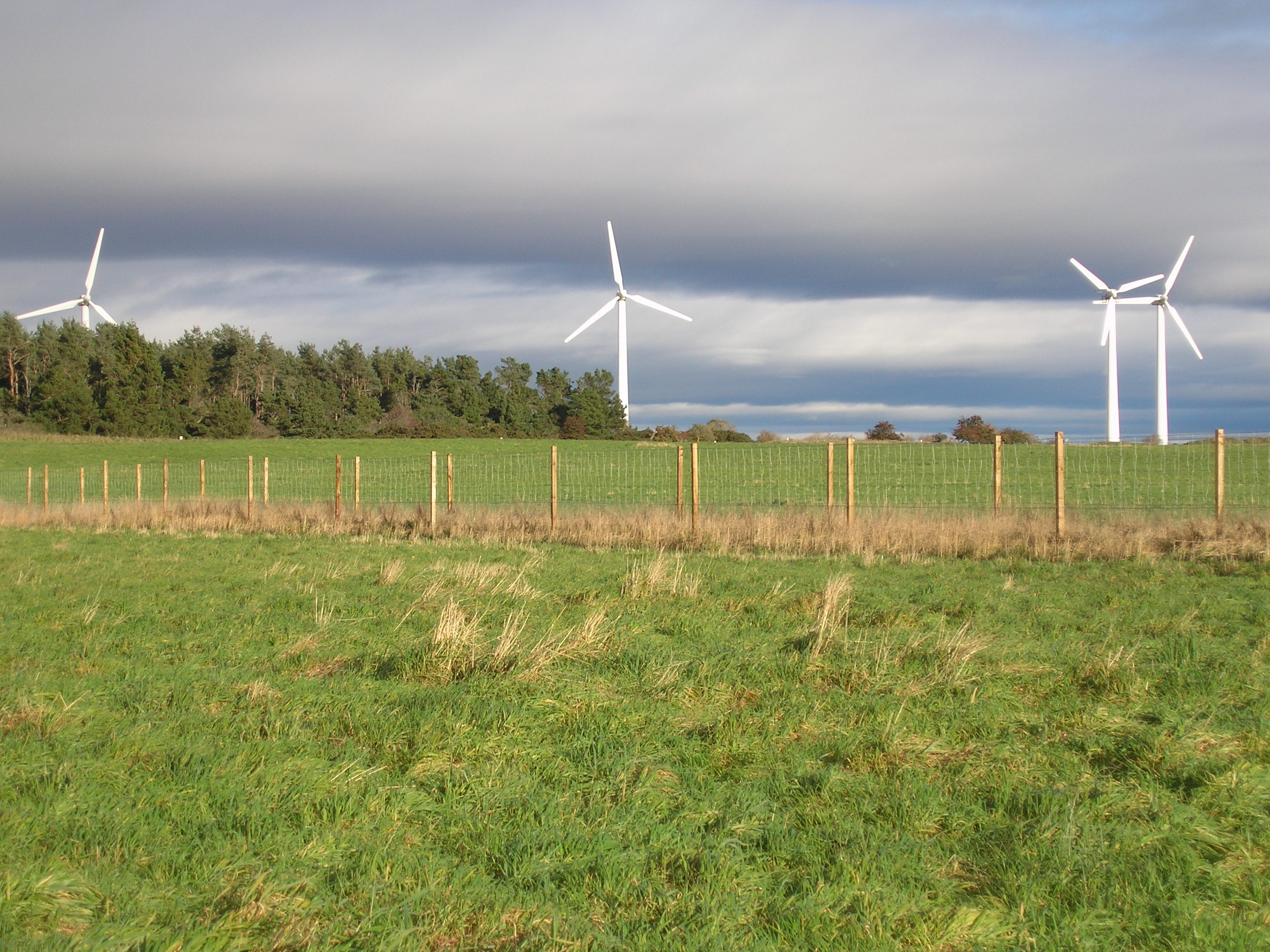
Turbiny wiatrowe w Findhorn, które zaopatrują wioskę w elektryczność

Ślad ekologiczny to próba zmierzenia całkowitego wpływu na środowisko spowodowanego działaniami człowieka na danym obszarze. Wyniki wskazują na ilość terenu i wody, jakiej wymaga populacja, aby zaopatrzyć się w potrzebne do życia zasoby oraz zutylizować odpady. Wynik podaje się w jednostkach miary gruntu, globalnych hektarach (gha). Powszechnie uznaje się, że wpływ człowieka na planetę Ziemię przekracza obecnie istniejącą zdolność systemów naturalnych do utrzymania go, i że kraje zachodnie zużywają taką ilość zasobów, która „wymagałyby trzech planet” („would require three planets”), gdyby każdy człowiek na ziemi miał taki sam wpływ.
W październiku 2006 wstępne wyniki badań śladu ekologicznego w ekowiosce Findhorn przeprowadzonych przez Sustainable Development Research Centre z Millennium Institute na University of the Highlands and Islands we współpracy ze Stockholm Environment Institute potwierdziły, że ekowioski mogą wywierać znacznie mniejszy wpływ na Ziemię, niż wspólnoty konwencjonalne. Szczególnie istotne są rezultaty dotyczące żywności, zużycia energii na potrzeby domowe, oraz posiadania artykułów konsumpcyjnych i rzeczy osobistych, które wyniosły odpowiednio 35%, 27% i 44% średniej krajowej.
Badania wykazały, że mieszkańcy The Park i okolic kampusu college’u Cluny Hill mają ślad ekologiczny wynoszący przeciętnie 2,71 hektara na osobę, nieco ponad połowę brytyjskiej średniej (5,4 gha). Jeśli wziąć pod uwagę poziom śladu ekologicznego gości ekowioski, wynoszący 2,1 gha, przeciętna wartość dla całego założenia spada do 2,56 gha.
Dla porównania, wynik ten dla Wielkiej Brytanii to 5,4 gha, Szkocji – 5,37 gha, Stanów Zjednoczonych – 9,5 gha, a dla Uzbekistanu – 1,9 gha, zaś w Polsce w 2007 było to 3,3 gha (20. miejsce w Europie). Mieszkańcy Findhorn mają ślad ekologiczny o ok. 13% niższy, niż londyńskie osiedle ekologiczne BedZED (3,2 gha). Niższy ślad ekologiczny (2,4 gha) odnotowano w małej, 15-osobowej wspólnocie Keveral Farm w Anglii, jednak były to badania własne w zróżnicowanym okresie czasowym na przestrzeni od 1 do 6 miesięcy.

## Nagrody i uznanie przez ONZ
- wrzesień 1995: projekt ekowioski Findhorn otrzymał nagrodę We the Peoples 50 Communities od organizacji Friends of the United Nations w ramach obchodów 50-lecia ONZ[4]

- październik 1998: projekt ekowioski Findhorn, wraz z setką innych wiodących inicjatyw „będących inspirującymi, innowacyjnymi działaniami na Ziemi” („which are inspiring innovative action on Earth”), otrzymał nagrodę Best Practice Designation od Programu Narodów Zjednoczonych ds. Osiedli Ludzkich (UN-Habitat)[4]

- wrzesień 2000: organizacja na rzecz środowiska Trees for Life z siedzibą w The Park, początkowo część Fundacji, otrzymała Millennium Marque Award w uznaniu udziału w odbudowie lasów Caledonian Forest w Glen Affric w Szkocji[37]

- 2001: Program Środowiskowy Organizacji Narodów Zjednoczonych (UNEP) zauważył, że „większość problemów wyróżnionych w Agendzie 21 ma korzenie na szczeblu lokalnym, toteż UNEP docenia wasz znaczący wkład na szczeblu lokalnym w modele holistycznego i zrównoważonego stylu życia w harmonii ze środowiskiem” (“most of the problems identified by Agenda 21 have their roots at the local level, therefore UNEP appreciates your significant contribution at the local level to models for holistic and sustainable living in harmony with the environment”)[4]

## Krytyka

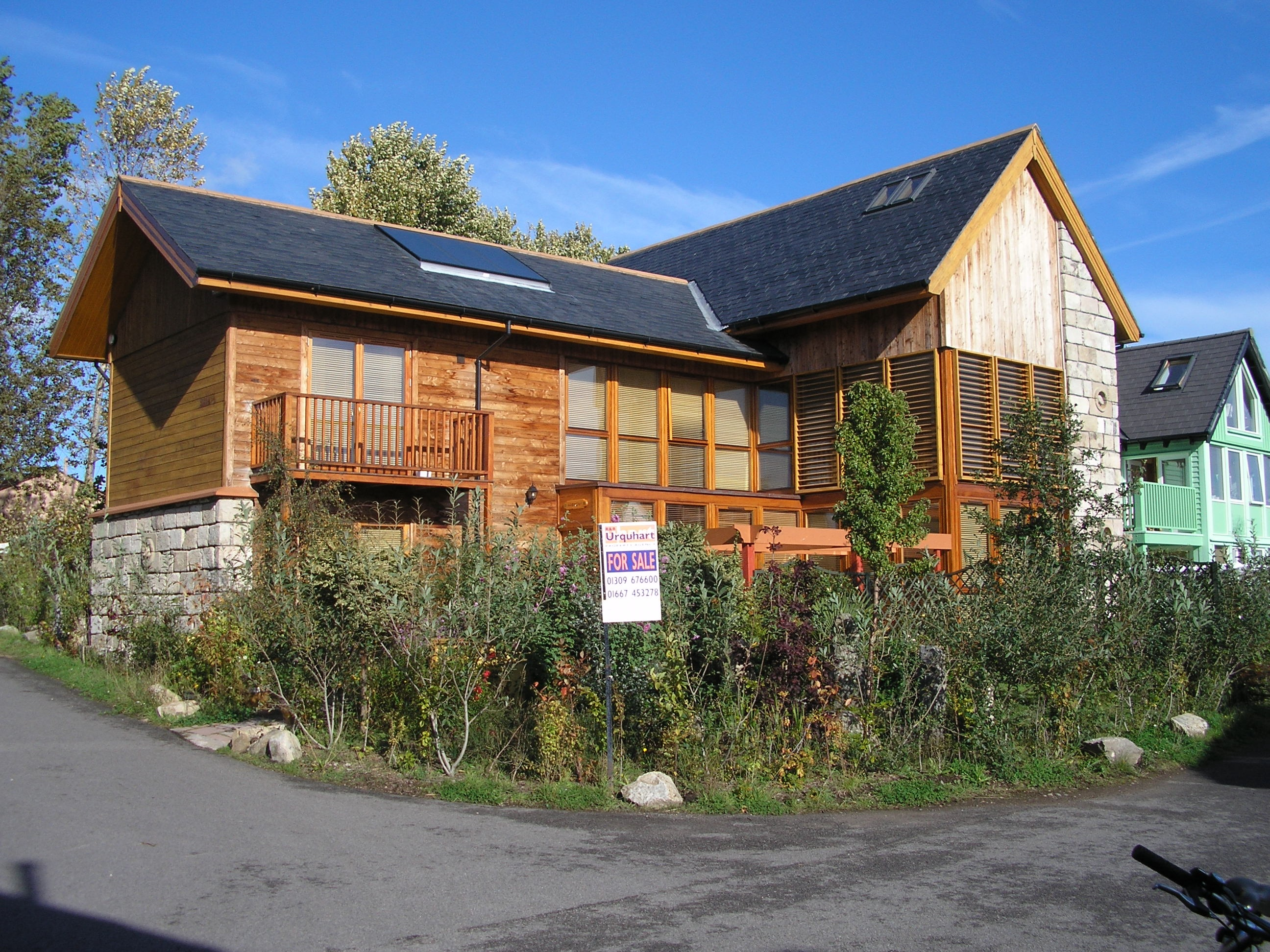
Większy, ponad 200 m² ekologiczny dom

Krytyka dotyczy głównie sfery duchowej Findhorn Foundation, a nie środowiskowych aspektów ekowioski. Istnieje zapis dotyczący centralnych wartości dla ekowioski i wspólnoty zwany Essence oraz Guidelines, ale poza deklarowaniem zaangażowania w „aktywne praktyki duchowe” (co jest różnie rozumiane i interpretowane), skupia się przede wszystkim na preferowanych zachowaniach interpersonalnych, i nie zaleca konkretnej filozofii duchowej.
Lokalna grupa nacisku miała obiekcje co do poszerzenia parku turbin wiatrowych, jednak wydaje się, że obawy miejscowych zmniejszyły się, częściowo z powodu proaktywnej postawy mieszkańców ekowioski, w szczególności prawdopodobnie z powodu przekazania części terenu na rzecz miejscowego trustu ziemskiego przez firmę z ekowioski, Duneland Ltd.
O ile wiele domów jest skromnych rozmiarów, kilka przekracza 200 m² powierzchni. Zróżnicowanie stylów życia może być częścią każdej osady, ale ogrom takich budynków wskazuje, że zaangażowanie w życie nie zostawiające śladów ekologicznych nie jest tak centralną wartością, jak by się mogło wydawać. Z drugiej strony, taka zabudowa jest dowodem, że zachodni styl życia można pogodzić ze stosowaniem zasobów odnawialnych, co może zainteresować większą część społeczeństwa, kiedy prowadzenie dotychczasowego stylu życia nie będzie dłużej możliwe.